# Lista de presidentes de El Salvador
O presidente é o chefe de estado e o chefe de governo de El Salvador. Segundo lei federal, até 1841 o chefe do Poder Executivo era declarado Chefe Supremo.
Este artigo contém uma Lista de chefes supremos e de presidentes de El Salvador.

## Intendentes Chefes da Província de El Salvador (Império Mexicano; 1821-1823)
- Pedro Barriere: 21 de setembro de 1821 - 28 de novembro de 1821
- José Matías Delgado: 28 de novembro de 1821 - 9 de fevereiro de 1823
- Vicente Filísosa: 9 de fevereiro de 1823 - 7 de maio de 1823
- Felipe Codallos: 7 de maio de 1823 - 25 de maio de 1823
- Junta Consultiva: 25 de maio de 1823 - 17 de junho de 1823
- Mariano Prado: 17 de junho de 1823 - 22 de abril de 1824

## Chefes Supremos de El Salvador (República Federal da América Central; 1824-1841)
- Juan Manuel Rodríguez: 22 de abril de 1824 - 1 de outubro de 1824
- Mariano Prado: 1 de outubro de 1824 - 13 de dezembro de 1824
- Juan Vicente Villacorta Díaz: 13 de dezembro de 1824 - 1 de novembro de 1826
- Mariano Prado: 1 de novembro de 1826 - 30 de janeiro de 1829
- José María Cornejo: 30 de janeiro de 1829 - 16 de fevereiro de 1830
- José Damian Villacorta:16 de fevereiro - 4 de dezembro de 1830
- José María Cornejo: 4 de dezembro de 1830 - 3 de abril de 1832
- Francisco Morazán Quesada: 3 de abril de 1832 - 13 de maio de 1832
- Joaquín de San Martín: 13 de maio de 1832 - 25 de julho de 1832
- Mariano Prado: 25 de julho de 1832 - 9 de fevereiro de 1833
- Joaquín de San Martín: 9 de fevereiro de 1833 - 23 de junho de 1834
- Carlos Salazar Castro: 23 de junho de 1834 - 13 de julho de 1834
- Gregorio Salazar: 13 de julho de 1834 - 30 de setembro de 1834
- Joaquín Escolán y Balibrera: 30 de setembro de 1834 - 14 de outubro de 1834
- José María Silva: 14 de outubro de 1834 - 2 de março de 1835
- Joaquín Escolán y Balibrera: 2 de março de 1835 - 10 de abril de 1835
- Nicolás Espinoza: 10 de abril de 1835 - 15 de novembro de 1835
- Francisco Gómez: 15 de novembro de 1835 - 1 de fevereiro de 1836
- Diego Vigil: 1 de fevereiro de 1836 - 23 de maio de 1837
- Timoteo Menendez: 23 de maio de 1837 - 7 de junho de 1837
- Diego Vigil: 7 de junho de 1837 - 6 de janeiro de 1838
- Timoteo Menendez: 6 de janeiro de 1838 - 23 de maio de 1839
- Antonio José Cañas: 23 de maio de 1839 - 11 de julho de 1839
- Francisco Morazán Quesada: 11 de julho de 1839 - 16 de fevereiro de 1840
- José María Silva: 16 de fevereiro de 1840 - 5 de abril de 1840
- Conselho Municipal de San Salvador: 5 de abril de 1840 - 15 de abril de 1840
- Antonio José Cañas: 15 de abril de 1840 - 20 de setembro de 1840
- Norberto Ramirez: 20 de setembro de 1840 - 7 de janeiro de 1841
- Juan Lindo: 7 de janeiro de 1841 - 22 de fevereiro de 1841

## Presidentes de El Salvador
| Presidente                                    | Presidente                                    | Presidente                                    | Período                                       | Período                                       | Partido                                       | Notas |
| Presidente                                    | Presidente                                    | Presidente                                    | Início                                        | Fim                                           | Partido                                       | Notas |
| Governos liberais e conservadores (1841-1931) | Governos liberais e conservadores (1841-1931) | Governos liberais e conservadores (1841-1931) | Governos liberais e conservadores (1841-1931) | Governos liberais e conservadores (1841-1931) | Governos liberais e conservadores (1841-1931) | Governos liberais e conservadores (1841-1931) |
| --------------------------------------------- | --------------------------------------------- | --------------------------------------------- | --------------------------------------------- | --------------------------------------------- | --------------------------------------------- | --- |
| 1                                             |                                               | Juan Lindo                                    | 22 de fevereiro de 1841                       | 20 de junho de 1841                           | Conservador                                   | [ nota 1 ] |
| 2                                             |                                               | Pedro José Arce                               | 20 de junho de 1841                           | 28 de junho de 1841                           | Independente                                  | [ nota 2 ] |
| -                                             |                                               | Juan Lindo                                    | 28 de junho de 1841                           | 1 de fevereiro de 1842                        | Conservador                                   | [ nota 3 ] |
| 3                                             |                                               | José Escolástico Marín                        | 1 de fevereiro de 1842                        | 12 de abril de 1842                           | Independente                                  | [ nota 4 ] |
| 4                                             |                                               | Juan José Guzmán                              | 12 de abril de 1842                           | 30 de junho de 1842                           | Conservador                                   | |
| 5                                             |                                               | Dionisio Villacorta                           | 30 de junho de 1842                           | 19 de julho de 1842                           | Independente                                  | [ nota 5 ] |
| -                                             |                                               | José Escolástico Marín                        | 19 de julho de 1842                           | 26 de setembro de 1842                        | Independente                                  | [ nota 6 ] |
| -                                             |                                               | Juan José Guzmán                              | 26 de setembro de 1842                        | 10 de dezembro de 1843                        | Conservador                                   | |
| 6                                             |                                               | Cayetano Antonio Molina y Lara                | 10 de dezembro de 1843                        | 20 de dezembro de 1843                        | Independente                                  | [ nota 7 ] |
| -                                             |                                               | Pedro José Arce                               | 20 de dezembro de 1843                        | 29 de dezembro de 1843                        | Independente                                  | [ nota 8 ] |
| -                                             |                                               | Cayetano Antonio Molina y Lara                | 29 de dezembro de 1843                        | 1 de janeiro de 1844                          | Independente                                  | [ nota 9 ] |
| -                                             |                                               | Pedro José Arce                               | 1 de janeiro de 1844                          | 1 de fevereiro de 1844                        | Independente                                  | [ nota 10 ] |
| 7                                             |                                               | Fermín Palacios                               | 1 de fevereiro de 1844                        | 7 de fevereiro de 1844                        | Independente                                  | [ nota 11 ] |
| 8                                             |                                               | Francisco Malespín                            | 7 de fevereiro de 1844                        | 15 de fevereiro de 1845                       | Conservador                                   | [ nota 12 ] |
| 9                                             |                                               | Joaquín Eufrasio Guzmán                       | 15 de fevereiro de 1845                       | 21 de fevereiro de 1846                       | Independente                                  | |
| -                                             |                                               | Fermín Palacios                               | 1 de fevereiro de 1846                        | 21 de fevereiro de 1846                       | Independente                                  | [ nota 13 ] |
| 10                                            |                                               | Eugenio Aguilar                               | 21 de fevereiro de 1846                       | 12 de julho de 1846                           | Liberal                                       | |
| -                                             |                                               | Femín Palacios                                | 12 de julho de 1846                           | 21 de julho de 1846                           | Independente                                  | [ nota 14 ] |
| -                                             |                                               | Eugenio Aguilar                               | 21 de julho de 1846                           | 1 de fevereiro de 1848                        | Liberal                                       | |
| 11                                            |                                               | Tomás Medina Menéndez                         | 1 de fevereiro de 1848                        | 3 de fevereiro de 1848                        | Independente                                  | [ nota 15 ] |
| 12                                            |                                               | José Félix Quirós                             | 3 de fevereiro de 1848                        | 7 de fevereiro de 1848                        | Independente                                  | [ nota 16 ] |
| 13                                            |                                               | Doroteo Vasconcelos                           | 7 de fevereiro de 1848                        | 26 de janeiro de 1850                         | Liberal                                       | |
| 14                                            |                                               | Ramón Rodríguez                               | 20 de janeiro de 1850                         | 4 de fevereiro de 1850                        | Independente                                  | |
| -                                             |                                               | Doroteo Vasconcelos                           | 4 de fevereiro de 1850                        | 12 de janeiro de 1851                         | Liberal                                       | [ nota 17 ] |
| 15                                            |                                               | Francisco Dueñas Díaz                         | 12 de janeiro de 1851                         | 1 de março de 1851                            | Conservador                                   | [ nota 18 ] |
| -                                             |                                               | José Félix Quirós                             | 1 de março de 1851                            | 3 de maio de 1851                             | Independente                                  | |
| -                                             |                                               | Francisco Duenãs Díaz                         | 3 de maio de 1851                             | 30 de janeiro de 1852                         | Conservador                                   | [ nota 19 ] |
| 16                                            |                                               | José María San Martín                         | 30 de janeiro de 1852                         | 1 de fevereiro de 1852                        | Conservador                                   | |
| -                                             |                                               | Francisco Dueñas Díaz                         | 1 de fevereiro de 1852                        | 14 de fevereiro de 1852                       | Conservador                                   | |
| 17                                            |                                               | Vicente Gómez                                 | 1 de fevereiro de 1852                        | 15 de fevereiro de 1852                       | Independente                                  | [ nota 20 ] |
| -                                             |                                               | José María San Martín                         | 15 de fevereiro de 1852                       | 1 de fevereiro de 1856                        | Conservador                                   | |
| -                                             |                                               | Francisco Dueñas Díaz                         | 1 de fevereiro de 1856                        | 12 de fevereiro de 1856                       | Conservador                                   | [ nota 21 ] |
| 18                                            |                                               | Rafael Campo                                  | 12 de fevereiro de 1856                       | 12 de maio de 1856                            | Conservador                                   | |
| -                                             |                                               | Francisco Dueñas Díaz                         | 12 de maio de 1856                            | 19 de julho de 1856                           | Conservador                                   | [ nota 22 ] |
| -                                             |                                               | Rafael Campo                                  | 19 de julho de 1856                           | 1 de fevereiro de 1858                        | Conservador                                   | |
| 19                                            |                                               | Lorenzo Zepeda                                | 1 de fevereiro de 1858                        | 7 de fevereiro de 1858                        | Independente                                  | [ nota 23 ] |
| 20                                            |                                               | Miguel Santín del Castillo                    | 7 de fevereiro de 1858                        | 24 de junho de 1858                           | Conservador                                   | |
| 21                                            |                                               | Gerardo Barrios                               | 24 de junho de 1858                           | 18 de setembro de 1858                        | Liberal                                       | [ nota 24 ] |
| -                                             |                                               | Miguel Santín del Castillo                    | 18 de setembro de 1858                        | 24 de janeiro de 1859                         | Conservador                                   | |
| -                                             |                                               | Joaquín Eufrásio Guzmán                       | 24 de janeiro de 1859                         | 15 de fevereiro de 1859                       | Independente                                  | [ nota 25 ] |
| 22                                            |                                               | José María Peralta                            | 15 de fevereiro de 1859                       | 12 de março de 1859                           | Independente                                  | |
| -                                             |                                               | Gerardo Barrios                               | 12 de março de 1859                           | 16 de dezembro de 1860                        | Liberal                                       | |
| -                                             |                                               | José María Peralta                            | 16 de dezembro de 1860                        | 7 de fevereiro de 1861                        | Independente                                  | |
| -                                             |                                               | Gerardo Barrios                               | 7 de fevereiro de 1861                        | 26 de outubro de 1863                         | Liberal                                       | |
| -                                             |                                               | Francisco Dueñas Díaz                         | 26 de outubro de 1863                         | 15 de abril de 1871                           | Conservador                                   | |
| República Cafeeira (1871-1931)                |                                               |                                               |                                               |                                               |                                               | |
| 23                                            |                                               | Santiago González                             | 15 de abril de 1871                           | 1 de fevereiro de 1872                        | Liberal                                       | |
| -                                             |                                               | Santiago González                             | 1 de fevereiro de 1872                        | 10 de maio de 1872                            | Liberal                                       | |
| -                                             |                                               | Manuel Méndez                                 | 10 de maio de 1872                            | 16 de junho de 1872                           | Independente                                  | |
| -                                             |                                               | Santiago González                             | 16 de junho de 1872                           | 1 de fevereiro de 1876                        | Liberal                                       | |
| 25                                            |                                               | Andrés del Valle                              | 1 de fevereiro de 1876                        | 1 de maio de 1876                             | Liberal                                       | |
| 26                                            |                                               | Rafael Zaldívar                               | 1 de maio de 1876                             | 6 de abril de 1884                            | Liberal                                       | |
| 27                                            |                                               | Ángel Guirola                                 | 6 de abril de 1884                            | 21 de agosto de 1884                          | Independente                                  | |
| -                                             |                                               | Rafael Zaldívar                               | 21 de agosto de 1884                          | 14 de maio de 1885                            | Liberal                                       | |
| 28                                            |                                               | Fernando Figueroa                             | 14 de maio de 1885                            | 18 de junho de 1885                           | Liberal                                       | |
| 29                                            |                                               | José Rosales                                  | 18 de junho de 1885                           | 22 de junho de 1885                           | Independente                                  | |
| 30                                            |                                               | Francisco Menéndez                            | 22 de junho de 1885                           | 22 de junho de 1890                           | Liberal                                       | |
| 31                                            |                                               | Carlos Ezeta                                  | 22 de junho de 1890                           | 9 de junho de 1894                            | Liberal                                       | |
| 32                                            |                                               | Rafael Antonio Gutiérrez                      | 9 de junho de 1894                            | 14 de novembro de 1898                        | Liberal                                       | |
| 33                                            |                                               | Tomás Regalado                                | 14 de novembro de 1898                        | 1 de março de 1903                            | Liberal                                       | |
| 34                                            |                                               | Pedro José Escalón                            | 1 de março de 1903                            | 1 de março de 1907                            | Constitucional                                | |
| -                                             |                                               | Fernando Figueroa                             | 1 de março de 1907                            | 1 de março de 1911                            | Liberal                                       | |
| 35                                            |                                               | Manuel Enrique Araujo                         | 1 de março de 1911                            | 8 de fevereiro de 1913                        | Liberal                                       | |
| 36                                            |                                               | Carlos Meléndez                               | 8 de fevereiro de 1913                        | 29 de agosto de 1914                          | PND                                           | |
| 37                                            |                                               | Alfonso Quiñonez Molina                       | 29 de agosto de 1914                          | 1 de março de 1915                            | PND                                           | |
| -                                             |                                               | Carlos Meléndez                               | 1 de março de 1915                            | 21 de dezembro de 1918                        | PND                                           | |
| -                                             |                                               | Alfonso Quiñonez Molina                       | 21 de dezembro de 1918                        | 1 de março de 1919                            | PND                                           | |
| 38                                            |                                               | Jorge Mélendez                                | 1 de março de 1919                            | 1 de março de 1923                            | PND                                           | |
| -                                             |                                               | Alfonso Quiñonez Molina                       | 1 de março de 1923                            | 1 de março de 1927                            | PND                                           | |
| 39                                            |                                               | Pío Romero Bosque                             | 1 de março de 1927                            | 1 de março de 1931                            | PND                                           | |
| 40                                            |                                               | Arturo Araujo                                 | 1 de março de 1931                            | 2 de dezembro de 1931                         | PL                                            | |
| Governos militares (1931-1979)                |                                               |                                               |                                               |                                               |                                               | |
| -                                             |                                               | Diretório Civico                              | 2 de dezembro de 1931                         | 4 de dezembro de 1931                         | Militares                                     | |
| 41                                            |                                               | Maximiliano Hernández Martínez                | 4 de dezembro de 1931                         | 28 de agosto de 1934                          | PPP                                           | |
| 42                                            |                                               | Andrés Ignacio Menéndez                       | 29 de agosto de 1934                          | 1 de março de 1935                            | PPP                                           | |
| -                                             |                                               | Maximiliano Hernández Martínez                | 1 de março de 1935                            | 9 de maio de 1944                             | PPP                                           | |
| -                                             |                                               | Andrés Ignacio Menéndez                       | 9 de maio de 1944                             | 20 de outubro de 1944                         | PPP                                           | |
| 43                                            |                                               | Osmín Aguirre y Salinas                       | 21 de outubro de 1944                         | 1 de março de 1945                            | Independente                                  | |
| 44                                            |                                               | Salvador Costaneda Castro                     | 1 de março de 1945                            | 14 de dezembro de 1948                        | PUSD                                          | |
| -                                             |                                               | Conselho de Governo Revolucionário            | 15 de dezembro de 1948                        | 14 de outubro de 1950                         | Militares                                     | |
| 45                                            |                                               | Óscar Osório                                  | 14 de setembro de 1950                        | 14 de setembro de 1956                        | PRUD                                          | |
| 46                                            |                                               | José María Lemos                              | 14 de setembro de 1956                        | 26 de outubro de 1960                         | PRUD                                          | |
| -                                             |                                               | Junta de Governo                              | 26 de outubro de 1960                         | 25 de janeiro de 1961                         | Junta Cívico Militar                          | |
| -                                             |                                               | Diretório Civico-Militar                      | 25 de janeiro de 1961                         | 25 de janeiro de 1962                         | Junta Cívico Militar                          | |
| 47                                            |                                               | Eusebio Rodolfo Cordón Cea                    | 25 de janeiro de 1962                         | 1 de julho de 1962                            | PNC                                           | |
| 48                                            |                                               | Julio Adalberto Rivera                        | 1 de julho de 1962                            | 1 de julho de 1967                            | PNC                                           | |
| 49                                            |                                               | Fidel Sánchez Hernández                       | 1 de julho de 1967                            | 1 de julho de 1972                            | PNC                                           | |
| 50                                            |                                               | Arturo Armando Molina                         | 1 de julho de 1972                            | 1 de julho de 1977                            | PNC                                           | |
| 51                                            |                                               | Carlos Humberto Romero                        | 1 de julho de 1977                            | 15 de outubro de 1979                         | PNC                                           | |
| Governos civis (1979-Presente)                |                                               |                                               |                                               |                                               |                                               | |
| -                                             |                                               | Primeira Junta Revolucionária de Governo      | 15 de outubro de 1979                         | 9 de janeiro de 1980                          | Junta Cívico Militar                          | Cel. Adolfo Arnoldo Majano (Presidente da Junta) Cel. Jaime Abdul Gutiérrez, Román Mayorga Quirós, Mario Antonio A. Gómez, Guillermo Manuel Ungo.   |
| -                                             |                                               | Segunda Junta Revolucionária de Governo       | 9 de janeiro de 1980                          | 13 de dezembro de 1980                        | Junta Cívico Militar                          | Cel. Adolfo Arnoldo Majano (Presidente da Junta) Cel. Jaime Abdul Gutiérrez, Ramón Ávalos Navarrete, Héctor Dada Hirezi José Antonio Morales Erlich |
| -                                             |                                               | Terceira Junta Revolucionária de Governo      | 13 de dezembro de 1980                        | 2 de maio de 1982                             | Junta Cívico Militar                          | José Napoleón Duarte (Presidente da Junta) Cel. Jaime Abdul Gutiérrez, José Ramón Avalos Navarrete Antonio Morales Ehrlich                          |
| 52                                            |                                               | Álvaro Magaña                                 | 2 de maio de 1982                             | 1 de junho de 1984                            | AD                                            | |
| 53                                            |                                               | José Napoleón Duarte                          | 1 de junho de 1984                            | 1 de junho de 1989                            | PDC                                           | |
| 54                                            |                                               | Alfredo Cristiani                             | 1 de junho de 1989                            | 1 de junho de 1994                            | ARENA                                         | |
| 55                                            |                                               | Armando Colderón Sol                          | 1 de junho de 1994                            | 1 de junho de 1999                            | ARENA                                         | |
| 56                                            |                                               | Francisco Flores                              | 1 de junho de 1999                            | 1 de junho de 2004                            | ARENA                                         | |
| 57                                            |                                               | Elías Antonio Saca                            | 1 de junho de 2004                            | 1 de junho de 2009                            | ARENA                                         | |
| 58                                            |                                               | Maurício Funes                                | 1 de junho de 2009                            | 1 de junho de 2014                            | FMLN                                          | |
| 59                                            |                                               | Salvador Sánchez Cerén                        | 1 de junho de 2014                            | 1 de junho de 2019                            | FMLN                                          | |
| 60                                            |                                               | Nayib Bukele                                  | 1 de junho de 2019                            | 1 de dezembro de 2023                         | GANA / Nuevas Ideas                           | Licença de mandato aprovada pela Assembléia Legislativa, para concorrer às eleições de 2024                                                         |
| -                                             |                                               | Claudia Rodríguez de Guevara                  | 1 de dezembro de 2023                         | 1 de junho de 2024                            | Nuevas Ideas                                  | Interina, assume os poderes presidenciais durante a licença de Nayib Bukele.                                                                        |
| 61                                            |                                               | Nayib Bukele                                  | 1 de junho de 2024                            | Atualmente                                    | Nuevas Ideas                                  | Presidente Reeleito nas Eleições de 2024 |